# Mali Sadkî, Șumsk
Mali Sadkî (în ucraineană Малі Садки) este un sat în comuna Vaskivți din raionul Șumsk, regiunea Ternopil, Ucraina.

## Demografie
Componența lingvistică a localității Mali Sadkî
     Ucraineană (98,78%)
     Alte limbi (1,22%)
Conform recensământului din 2001, majoritatea populației localității Mali Sadkî era vorbitoare de ucraineană (98,78%), existând în minoritate și vorbitori de alte limbi.